# Gemeiner Orangebecherling
Der Gemeine Orangebecherling oder Orangerote Becherling (Aleuria aurantia) ist ein Schlauchpilz aus der Familie der Feuerkissenverwandten.

## Merkmale

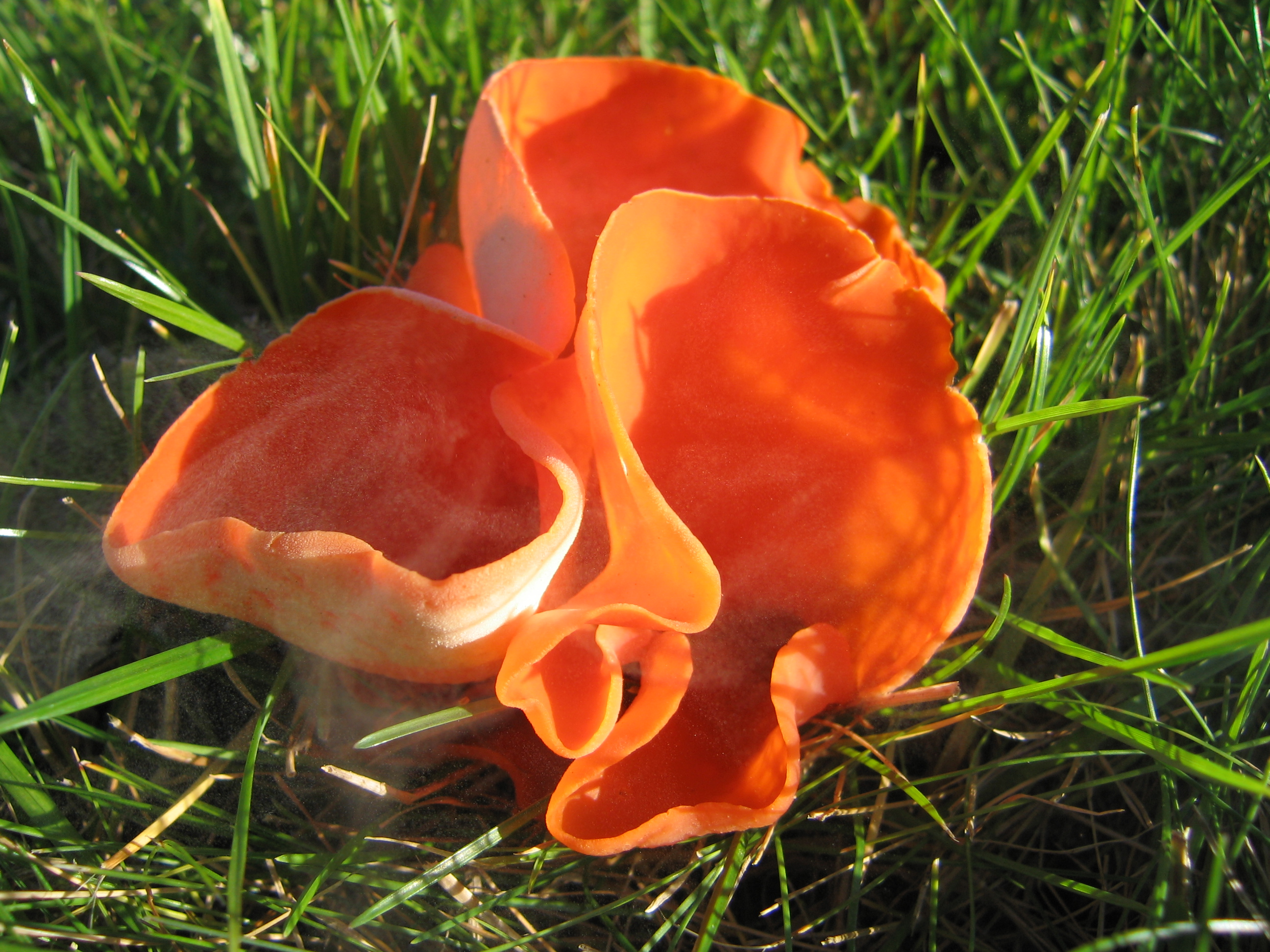
Gemeiner Orangebecherling mit abgeschleuderter weißer Sporenwolke

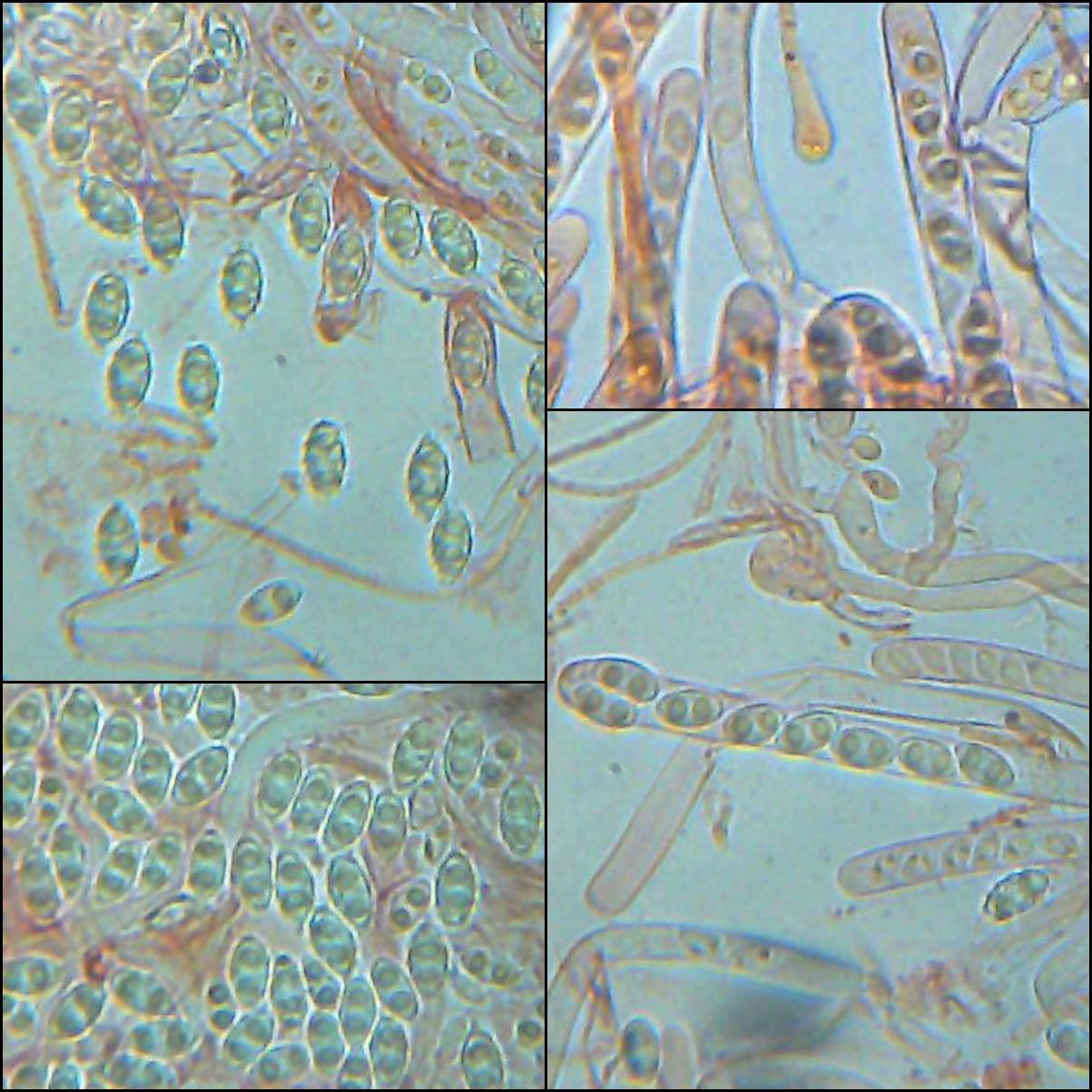
Sporen sowie Schlauch- und Zellfädenfragmente des Gemeinen Orangebecherlings im Lichtmikroskop

### Makroskopische Merkmale
Die fast immer ungestielten, selten schwach gestielten Fruchtkörper haben einen Durchmesser von 1–10 cm und eine Höhe von 2–4 cm. Sie sind anfangs becher- oder schüsselförmig, später abgeflacht und am leicht rissig werdenden Rand wellig verbogen. Die Innenseite ist leuchtend gelbrot bis rotorange, die Außenseite weißlich und mit kleinen, samtig schimmernden Schuppen besetzt. Das Fleisch ist dünn, spröde und bleich, Geschmack und Geruch sind unauffällig.

### Mikroskopische Merkmale
Die Schläuche sind zylindrisch, 185–220 Mikrometer lang und messen im Durchmesser 10–13 µm. Die ebenfalls zylindrischen und an der Spitze verdickten sterilen Zellfäden zeigen eingelagerte orangerote Körnchen. Die elliptischen, durchscheinenden und einreihig in den Schläuchen heranreifenden Sporen sind 17–24 × 9–11 µm groß. Sie sind jeweils mit 2 Tropfen gefüllt und außen grob netzartig gemustert.

## Artabgrenzung
Der ähnliche Zinnoberrote Kelchbecherling (Sarcoscypha coccinea) ist von kräftigem Rot und erscheint erst im Winter bis Spätwinter auf totem Holz. Der Menningrote Kurzhaarborstling (Melastiza chateri) lässt sich durch seinen braunen Rand unterscheiden.

## Ökologie
Der Gemeine Orangebecherling wächst vom Spätsommer bis zum Spätherbst gesellig auf nackter, feuchter Erde oder in niedrigem Gras, an Wegrändern, Böschungen oder auf Brachen, insbesondere auf lehmigem Untergrund. Fruchtkörper werden vor allem bei andauernd nasser Witterung gebildet.

## Verbreitung
Die Art ist häufig, weit verbreitet und findet sich in weiten Teilen Europas sowie unter anderem in Nordamerika und Asien.

## Bedeutung
Der Gemeine Orangebecherling wird meist als ungenießbar beschrieben, gelegentlich auch als essbar und mäßig gut.

## Systematik
Der Gemeine Orangebecherling wurde 1800 von Christian Hendrik Persoon als Peziza aurantia erstbeschrieben. 1870 stellte Karl Wilhelm Gottlieb Leopold Fuckel anhand der Art die Gattung Aleuria auf, Aleuria aurantia ist die Typusart der Gattung. Leicht gestielte Typen der Art wurden Anfang des 20. Jahrhunderts von manchen Autoren als eigene Varietät beziehungsweise Form stipitata von der Nominatform abgetrennt, die Taxa werden heute aber verworfen.